# Birger Hasselrot
Sven Birger Hasselrot, född den 13 juli 1905 i Stockholm, död den 26 december 2001 i Sollentuna, var en svensk militär. Han var son till Per Hasselrot.
Hasselrot var student vid Stockholms högskola 1923–1926. Han blev fänrik vid trängen 1929 och löjtnant där 1933. Efter att ha genomgått Krigshögskolan 1935–1937 blev Hasselrot kapten i generalstabskåren 1939. Han var lärare vid Krigshögskolan 1943–1944 och blev major vid trängen 1945. Hasselrot var chef för arméns underhållsskola 1946–1949, befordrades till överstelöjtnant 1951 och genomgick Försvarshögskolan 1956. Han var chef för Skånska trängregementet 1955–1960. Hasselrot blev överste 1960 och var inspektör för trängtrupperna 1960–1965. Han blev generalmajor 1965 och var chef för svenska delegationen till och ledamot av Neutrala nationernas övervakningskommission i Korea samma år. Hasselrot var konsult åt Försvarets forskningsanstalt 1965–1972. Han blev ledamot av Krigsvetenskapsakademien 1954. Hasselrot blev riddare av Svärdsorden 1948 och av Vasaorden 1950 samt kommendör av Svärdsorden 1959 och kommendör av första klassen 1962. Hasselrot vilar på Norra begravningsplatsen utanför Stockholm.